# Embaneura vachrameevi
Embaneura vachrameevi là một loài côn trùng trong họ Psychopsidae thuộc bộ Neuroptera. Loài này được G. Zalessky miêu tả năm 1953.